# Matthias Jakob Schleiden
Matthias Jakob Schleidien (Hamburgo, 5 de abril de 1804-Fráncfort del Meno, 23 de junio de 1881) fue un botánico alemán que, junto con su compatriota el fisiólogo Theodor Schwann, formuló la teoría celular.

## Biografía
Nació en Hamburgo el 5 de abril de 1804. Tras estudiar derecho en Heidelberg abandonó la práctica de la abogacía para estudiar Botánica, que más tarde enseñó en la Universidad de Jena, desde 1839 hasta 1862.[cita requerida]
Hombre de carácter polémico, se burló de los botánicos de su tiempo, que se limitaban a nombrar y describir las plantas, Schleiden las estudió al microscopio y concibió la idea de que estaban compuestas por unidades reconocibles o células.
El crecimiento de las plantas, según afirmó en 1838, se produce por la generación de células nuevas que, según sus especulaciones, se propagarían a partir de los núcleos celulares de las viejas. Aunque posteriores descubrimientos mostraron su error respecto al papel del núcleo en la mitosis o división celular, su concepto de la célula como unidad estructural común a todas las plantas, tuvo el efecto de atraer la atención de los científicos hacia los procesos vitales que se producían a nivel celular, un cambio que provocó el nacimiento de la embriología.

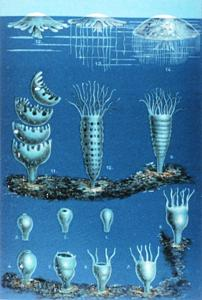
Die Entwickelung der Meduse ("El desarrollo de la medusa"), en la obra de Schleiden Das Meer.

Un año después de que Schleiden publicara su teoría celular de las plantas, su compatriota y amigo Theodor Schwann la hizo extensiva a los animales, unificando así la botánica y la zoología bajo una teoría común.

## Algunas publicaciones
- Beiträge zur Phytogenesis. In: Archiv für Anatomie, Physiologie und wissenschaftliche Medicin. 1838, pp. 137–176
- Grundzüge der wissenschaftlichen Botanik nebst einer methodologischen Einleitung als Anleitung zum Studium der Pflanze. 2 tomos. Leipzig 1842 u. 1843, spätere Auflagen unter dem Titel Die Botanik als inductive Wissenschaft bearbeitet; Nachdruck: Olms, Hildesheim/Zürich/New York 1998, ISBN 3-487-10530-6
- Die Pflanze und ihr Leben. Engelmann, Leipzig 1848
- Das Alter des Menschengeschlechts, die Entstehung der Arten und die Stellung des Menschen in der Natur. Engelmann, Leipzig 1863
- Das Meer. Verlag und Druck A. Sacco Nachf. Berlín 1867, Nachdruck: Severus, Hamburg 2012, ISBN 978-3-86347-291-7
- Die Rose. Geschichte und Symbolik in ethnographischer und kulturhistorischer Beziehung. Verlag und Druck Wilhelm Engelmann, Leipzig 1873; Nachdruck: Sändig, Wiesbaden 1973, ISBN 3-500-26940-0
- Die Bedeutung der Juden für Erhaltung und Wiederbelebung der Wissenschaften im Mittelalter. Commissionsverlag von Baumgaertner's Buchhandlung, Leipzig 1877; Nachdruck: Nabu Press 2010, ISBN 978-1-149-67731-5
- Die Romantik des Martyriums bei den Juden im Mittelalter. Verlag und Druck W. Engelmann, Leipzig 1878; Nachdruck: Kessinger Pub Co 2010, ISBN 978-1-162-51552-6

## Eponimia
Género
- (Boraginaceae) Schleidenia Endl.[2]

Especies
- (Lemnaceae) Wolffia schleidenii Miq.[3]
- (Mimosaceae) Mimosa schleidenii Herter[4]